# トルステン・ライスマン
トルステン・ライスマン(Torsten Reißmann、1956年2月23日 – 2009年10月8日)は、ドイツのポツダム出身の柔道家。ヨーロッパ柔道選手権大会の65kg級において1975年、1978年、1980年から1982年と5回の優勝を誇っている。
オーストリアのウィーンで行われた1975年世界柔道選手権大会では銅メダルを獲得。1980年には東ドイツ代表としてモスクワオリンピックに出場している。